# Harpiliopsis
Harpiliopsis är ett släkte av kräftdjur. Harpiliopsis ingår i familjen Palaemonidae.
Kladogram enligt Catalogue of Life:
| Harpiliopsis | \| \| Harpiliopsis beaupresii \| \| \| \| \| \| Harpiliopsis depressa \| \| \| \| \| \| Harpiliopsis spinigera \| \| \| \| |
|              | \| \| Harpiliopsis beaupresii \| \| \| \| \| \| Harpiliopsis depressa \| \| \| \| \| \| Harpiliopsis spinigera \| \| \| \| |
|              | Harpiliopsis beaupresii |
|              | |
|              | Harpiliopsis depressa |
|              | |
|              | Harpiliopsis spinigera |
|              | |